# NGC 5199
NGC 5199 је лентикуларна галаксија у сазвежђу Ловачки пси која се налази на NGC листи објеката дубоког неба.
Деклинација објекта је + 34° 49' 52" а ректасцензија 13h 30m 42,7s. Привидна величина (магнитуда) објекта NGC 5199 износи 13,7 а фотографска магнитуда 14,7. NGC 5199 је још познат и под ознакама UGC 8504, MCG 6-30-24, CGCG 190-16, NPM1G +35.0274, PGC 47492.